# كنغ

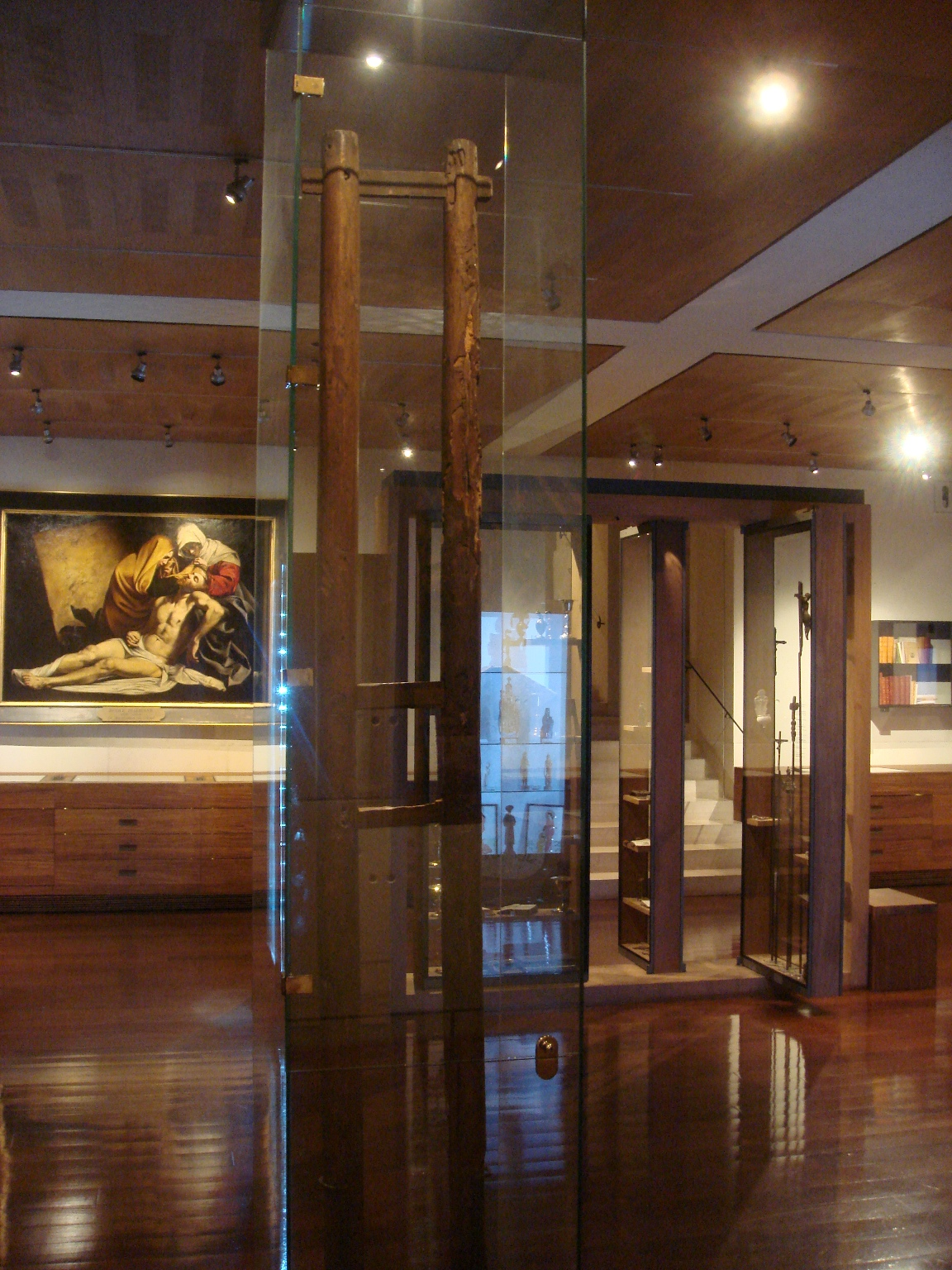
جمعية البعثات الأجنبية في باريس. الجهاز الذي يشبه السلم في المنتصف هو الكنغ التي كان يرتديها بيير بوري في الأسر.

الكَنْغ هو جهازٌ للإذلال العام والعقاب البدني في شرق آسيا وبعض أجزاء أخرى من جنوب شرق آسيا استعمل حتى السنوات الأولى من القرن العشرين. كما استُخدم أحيانًا أثناء التعذيب. كان من الشائع أن يتضور الأشخاص الذين يرتدون الكنغ من الجوع حتى الموت نظرًا لأنه يقيد حركة الشخص فهم لم يتمكنوا من إطعام أنفسهم.
كلمة كنغ فرنسية الأصل مشتقة من البرتغالية والتي تعني نير.